# Franco Passuello
Franco Passuello (Roma, 29 marzo 1939) è un politico e sindacalista italiano, cattolico, decimo presidente delle ACLI.

## Biografia
Passuello era un lavoratore iscritto che, entrato nel 1966 nel Centro Studi delle ACLI, divenne uno dei responsabili della formazione. Ebbe incarichi sia nel Patronato ENARS (Ente Nazionale Acli per la Ricreazione Sociale) che nelle strutture internazionali. le quali, sotto la sua presidenza nel 1996, si trasformerà nella Federazione Aclista Internazionale
Fu tra i fondatori dei Cristiani per il Socialismo con Giulio Girardi e diresse su richiesta dell'abate Giovanni Franzoni la rivista del dissenso cattolico degli anni Settanta Com-Nuovi Tempi. Dopo essere stato rimosso il 31 agosto 1971 dall'incarico di capo dell'ufficio formazione delle ACLI nazionali, partecipò all'attività del movimento con la corrente di sinistra, con la quale al congresso nazionale delle ACLI di Cagliari del 1972, raggiunse il 22% degli iscritti. Fino al 1994 fu iscritto anche al PCI e al PDS .
All’interno delle ACLI nel 1981 fu eletto prima nell'ufficio di presidenza poi, nel 1989, divenne vicepresidente e, al congresso nazionale il 4 marzo 1994 fu eletto presidente. Proprio per la sua elezione a presidente nel 1994 rifiutò una candidatura proposta da Massimo D’Alema a senatore e non accettò la proposta di Romano Prodi per authority per l'economia del non profit. 
Viene ricordato come il presidente che riuscì nel 1997 a ottenere dalla gerarchia della Chiesa il ripristino della presenza dell'Assistente ecclesiastico tolto dal papa Paolo VI dopo la deplorazione del 19 giugno 1971, a seguito delle scelte delle ACLI guidate da Emilio Gabaglio.
Fece scalpore nel 1998 quando, circa due mesi prima della scadenza del mandato di presidente, accettò, su richiesta di Valter Veltroni, l’incarico dell’ufficio dell’organizzazione del partito dei Democratici di Sinistra.
Negli anni successivi ha continuato a essere impegnato nel movimento della Pace e del settore del non profit. Oltre a far parte del gruppo dirigente del movimento dei cristiano sociali (1993-2017), lo ritroviamo tra i promotori del Forum del Terzo Settore, di  Libera e di Banca Etica. È socio fondatore dell’Associazione internazionale Solidarius e dell’impresa sociale Solidarius Italia e della Rete italiana di economia solidale

## Opere
- Franco Passuello, Una nuova frontiera: il terzo settore, a cura di Andrea Bianchi, Edizioni Lavoro, 1997, ISBN 8879107771.
- Franco Passuello- Soana Tortora- Chiara Bonifazi- Jason Nardi- Giorgio Marcelli - Una utopia in cantiere- Economia solidale, nuova economia -Presentazione di Roberto Mancini - 2018 - Pioda editore